# ولنتاین (فیلم)
ولنتاین یک فیلم در ژانر ترسناک ،جنایی و هیجانی است، به کارگردانی جیمی فاکتور ساخت کشور آمریکا به مدت ۹۶ دقیقه است.

## داستان
پسری به اسم جرمی در یک مهمانی که همکلاسی‌های دبیرستانی‌اش نیز در آن حضور دارند بخاطر زشتی‌اش نه تنها مورد توجه هیچ‌یک از دخترها نیست بلکه از سوی همکلاسی‌هایش نیز تحقیر می‌شود. او نهایتاً توجه یک دختر تنها را جلب می‌کند و به او نزدیک می‌شود تا با او ارتباط برقرار کند اما دختر از اینکه دیگران او را با جرمی ببینند در هراس است. کمی بعد این اتفاق می‌افتد اما دختر ادعا می‌کند که جرمی یک منحرف جنسی بوده و مزاحم او شده‌است. بدین ترتیب پسرها جرمی را وحشیانه کتک می‌زنند و دخترها نیز با فریادهای خود مهاجمان را مورد تشویق قرار می‌دهند. ده سال از این ماجرا می‌گذرد. یکروز یکی از همان دخترها از سوی مرد ناشناسی دعوت به ملاقات می‌شود اما او این قرار را رد می‌کند و کمی بعد با ضربات چاقو به قتل می‌رسد. سایر دخترها نیز در مراسم تدفین متوجه می‌شوند که برای همه‌شان کارت‌های والنتاین تهدیدکننده‌ای ارسال شده و به تدریج در میایند که همان نوجوانی که ده سال پیش آن بلا را بسرش آورده‌اند اکنون برای انتقام‌گیری بازگشته است.